# Arçelik
Arçelik A.Ş. е турска транснационална корпорация, производител на домакински уреди, която притежава Beko, Grundig и много други брандове битова техника.
Компанията се занимава с производство, маркетинг и следпродажбени услуги на дълготрайни стоки и техните компоненти. Нейните продукти включват бяла техника (като хладилници, фризери, перални, съдомиялни) и малки домакински уреди (като прахосмукачки, кафе машини и блендери).
Arçelik A.Ş. действа в повече от 100 страни, включително Китай и Съединените щати чрез своите 13 международни филиала и над 4500 клона в Турция. Компанията управлява 15 производствени предприятия в Турция, Румъния, Русия, Китай, Южна Африка и Тайланд, включително заводи за хладилници, перални, съдомиялни, готварски уреди и компоненти. Предлага продукти под собствените си 11 марки, включително Arçelik, Beko, Grundig, Dawlance, Altus, Blomberg, Arctic, Defy, Leisure, Arstil, Elektra Bregenz и Flavel.
Компанията се контролира от Koç Holding, най-голямата промишлена група и група за услуги в Турция с 43 млрд. щ.д. консолидирани приходи през 2008 г. Тя е пазарен лидер в сектора на уредите в Турция със своите марки Arçelik и Beko. Освен това е четвъртата по големина компания за домакински уреди в Европа след BSH Hausgeräte, Electrolux и Indesit.

## Галерия
- Старото лого на бранда
- Машина за турско кафе Telve
- Пералня Arçelik
- Прахосмукачка Arçelik
- Телевизор Arçelik на изложба през 2006 г.